# Port Louis (district)
Port Louis is het hoofdstedelijke district van Mauritius. Met een oppervlakte van 44 vierkante kilometer is het ook het kleinste district van de eilandstaat. In 2000 woonden bijna 128.000 mensen in Port Louis, wat het district een bevolkingsdichtheid van meer dan 2900 inwoners per km² geeft. De hoofdstad van het district is de hoofdstad van het land en de gelijknamige stad Port Louis. Het district heeft de grootste zeehaven van het eiland.

## Grenzen
Port Louis is aan de westkust van Mauritius gelegen:
- Aan de Indische Oceaan ten noordwesten.

Het district Port Louis wordt begrensd door vier andere districten van het land:
- Pamplemousses ten noorden en ten oosten.
- Moka ten zuiden.
- Een korte grens met Plaines Wilhelms ten zuidwesten.
- En nog een korte grens met Black River ten zuidwesten, noordelijk van Plaines Wilhelms.